# Герасимец, Сергей Сергеевич
Серге́й Серге́евич Герасиме́ц (укр. Сергій Сергійович
Герасимець; 20 августа 1988, Донецк, Украинская ССР, СССР) — украинский футболист, полузащитник.

## Биография
Сергей Герасимец родился 20 августа 1988 года в Донецке в семье футболиста сборной Беларуси украинского происхождения Сергея Григорьевича Герасимца (1965—2021). Дядя будущего футболиста, Владимир Григорьевич Герасимец, — играл в высшей лиге за винницкую «Ниву». Сергей Сергеевич Герасимец — воспитанник столичных «Локомотива» и «Динамо» (тренер Александр Леонидов, затем — Валерий Шабельников). Далее до 14 лет занимался в школе «Смена» (Санкт-Петербург) под руководством Александра Колодкина. После выпуска из «Смены» вернулся на Украину, где ещё год поиграл в ДЮФЛ за броварское ВУФК.
Профессиональную карьеру начинал во второй лиге чемпионата Украины в команде «Интер» (Боярка). Далее по приглашению Олега Федорчука перешёл в «Княжу» (Счастливое). Прибыв в Счастливое, Герасимец не застал Федорчука на тренерском мостике, и, не сумев впечатлить новый тренерский штаб «Княжьей», играл и его фарм-клубе «Княжа-2». Далее по приглашению Федорчука перешёл в «Нафком» (Бровары).
В «Ниву», где как раз собирались строить конкурентоспособный клуб, Герасимец вслед за Федорчуком перешёл в 2009 году. В своем дебютном сезоне в новом клубе полузащитник стал серебряным призёром группы «А» второй лиги, а также обладателем Кубка Лиги, розыгранного единственный раз в истории. Герасимец сыграл в 7 матчах Кубка Лиги из 8-и, в том числе и в финале против «Горняка-Спорт». В чемпионатах Украины в составе винницкого клуба всего сыграл 71 матч и отметился 18-ю голами, еще 2 матча (1 гол) в футболке «Нивы» провёл в кубке Украины. С 2012 по 2014 год защищал цвета харьковского «Гелиоса», в составе которого в Первой лиге чемпионата Украины сыграл 64 поединка и забил 17 мячей, еще 2 матча в составе харьковчан сыграл в Кубке Украины.  Зимой 2013 года проходил просмотр в «Говерле», затем прибыл в клуб «Динамо» (Санкт-Петербург) из российской первой лиги. С этой командой прошёл сборы в Турции и, по собственным словам футболиста, вполне вероятно, что остался бы, но имея украинское гражданство, имел определенные нюансы с заявкой. После возвращения на Украину в командах первой лиги не было подходящих вариантов и Герасимец продолжил карьеру во второй лиге.
С 2013 по 2016 год выступал в клубе «Горняк-Спорт». В своём дебютном сезоне в комсомольском клубе становился победителем второй лиги, а в следующем сезоне — бронзовым призёром Первой лиги. В составе клуба из Горишних Плавней в чемпионатах Украины сыграл 69 матчей и отметился 21 голом, еще 1 поединок за «Горняк-Спорт» провёл в кубке Украины.
В 2016 году отказался продлевать сотрудничество с Горишними Плавнями и перешёл в состав дебютанта первой лиги, ровенского «Вереса». С этой командой во второй раз в карьере стал бронзовым призёром первого дивизиона, а команда завоевала право выступать в Премьер-лиге. Перед стартом следующего сезона Герасимец вместе с партнёром по «Вересу» Игорем Сикорским перебрался в МФК «Николаев».